# Кудрявцев, Алексей Михайлович
Кудрявцев Алексей Михайлович (03.01.1925 — 11.12.2000) — художник, заслуженный работник культуры БАССР, член союза художников Республики Башкортостан.

## Биография
Алексей Кудрявцев родился в 1925 году в селе Базаиха Красноярского края. Отец, А. М. Кудрявцева, Михаил Львович Кудрявцев работал строителем — строил гидроэлектростанции на Урале и в Сибири. Мать, Надежда Филипповна (урожденная Кононова), обладала хорошим художественным вкусом, вышивала, вязала.
Алексей Михайлович в 1940 году окончил в г. Уфе 7 классов и поступил в Уфимское театрально-художественное училище.
С началом Великой Отечественной войны направлен на учёбу в Уфе в авиационный техникум, по окончании которого работал на оборонном заводе.
После войны продолжил учёбу в Уфимском художественном училище у педагога А. Э. Тюлькина, с которым дружил, переписывался и много работал на этюдах. В 1950 году Алексей окончил училище и поступил в Ленинградский институт живописи, скульптуры и архитектуры им. И. Е. Репина (педагоги Юрий Михайлович Непринцев и Василий Васильевич Мешков). Дипломная работа в институте — «Салават Юлаев».
В дальнейшем он с 1956 г. по 1960 годы работал в уфимском отделении художественного фонда.
С 1960 по 2000 гг. Кудрявцев преподавал живопись, рисунок и композицию в Уфимском художественном училище.
В 60-е годы им, совместно с группой молодых художников, были выполнены росписи на фасадах Павловской ГЭС и Кумертауской ГРЭС, которые положили начало развитию монументальной живописи в Башкирии.
В 1977 г. прошла его персональная выставка посвященная 60-летию Октябрьской революции.
Работы художника находятся в фондах Художественного музея им. М. Н. Нестерова и Национального музея Республики Башкортостан в Уфе, региональных музеях, частных коллекциях России и за рубежом.
Любимая тема художника — красота родного края, живописные берега реки Дёмы.
Семья: жена Галина, дочь Юлия (художник по декоративно-прикладному искусству), внук Никита.

## Творчество
« Жизнь – священные знаки. Они – в цветах, деревьях,  камнях, в волнах, на облачных сводах, при свете солнца, луны, костра. Мощь спокойной силы. Почувствуй, как художник, что тут надо, и наступит очарование»
Основные картины: «Здравствуйте, Александр Эрастович», Палаточный городок, Тихая весна, 1970, Полдень на Деме, Золотой денек, 1970, Игра на кубызе, Портрет А. Э. Тюлькина, Море, Прибой, Праздник, 1950 г., На горке, 1970, В тени дубов.
Картины «Таянье снега», «Весенняя свежесть», «Tuuzumemudegaz», «Разлив» и многие другие работы из весенней серии Кудрявцева представлены в Мемориальном Доме-музее имени Александра Тюлькина в Уфе.
Одно из самых известных исторических полотен художника «За счастье народа» находится в Национальном музее Республики Башкортостан. Оно посвящено национальному герою Салавату Юлаеву.

## Ученики
Более 45 лет он преподавал в Уфимском училище искусств живопись, рисунок и композицию. В училище Кудрявцев выпустил свыше 120 художников, которые работают как в Башкортостане, так и в других городах.
Многие стали членами Союза художников Башкортостана — Николай Пегов, X. Танеев, Владислав Меос, И. Бикбулатов, Ольга Зозуля и другие.
Высокого признания достигла его бывшая студентка Мария Краснорепова-Хасцлер, которая успешно проводит персональные выставки своих произведений во многих столицах мира — Германии (где теперь живёт).

## Выставки
- В 1965 году — участие в зональной выставке «Урал социалистический». Свердловск.
- 1972 г. — Всесоюзная выставка «Всегда начеку». Москва.
- 1973 г. — участие во Всероссийской выставке «На страже Родины». Москва.
- 1974 г. — Зональная выставка «Урал социалистический». Уфа.
- В 1977 г. прошла персональная выставка посвященная 60-летию Октябрьской революции.
- 1982 г. — Республиканская выставка «Выпускники и педагоги УУИ». К 60 летию училища искусств. Уфа.